# Parafia Świętych Apostołów Szymona i Judy Tadeusza w Pogwizdowie
Parafia Świętych Apostołów Szymona i Judy Tadeusza w Pogwizdowie – parafia rzymskokatolicka, znajdująca się w diecezji tarnowskiej, w dekanacie Bochnia Zachód.
W skład terytorium parafii wchodzą miejscowości Pogwizdów, Nieszkowice Wielkie, Wola Nieszkowska i Zawada.
Od 2020 proboszczem parafii jest ks. mgr Józef Potoniec.

## Historia parafii
Została ufundowana na przełomie XIII i XIV wieku przez benedyktynów tynieckich, oni też zbudowali tu pierwszy kościół. Najstarsza pełna i potwierdzona wzmianka historyczna o parafii pochodzi z roku 1335. Na przełomie XV i XVI wieku zbudowano nowy kościół parafialny, który po licznych przeróbkach i remontach przetrwał aż do dziś.
W 1596 roku istniała już w Pogwizdowie szkoła parafialna, a od 1748 roku działał przy parafii szpital, czyli przytułek dla ubogich i samotnych, zarządzany przez samego plebana. Przeznaczony był dla ludności parafii i stanowił formę opieki nad zniedołężniałymi, samotnymi i nie mającymi opieki i dachu nad głową. Wspomagany był przez parafian i dwór. 